# Henri-Gédéon Malhiot
Henri-Gédéon Malhiot (né le 22 mars 1840 à Saint-Pierre-les-Becquets, Québec - mort le 20 octobre 1909 à Saint-Pierre-les-Becquets à l'âge de 69 ans) est un homme politique canadien. Il était le député conservateur de Trois-Rivières de 1871 à 1878.

## Biographie
En 1840, Henri-Gédéon Malhiot devient avocat et fut admis au barreau du Bas-Canada en novembre 1858. Il exerça sa profession à Trois-Rivières (Québec, Canada) et fut également capitaine de la compagnie no 2 des volontaires de Trois-Rivières lors du raid des Fenians en 1866.
Il a été élu député conservateur dans la circonscription de Trois-Rivières en 1871, 1874 et 1875. Il fut maire de Trois-Rivières du 13 juillet 1885 au 22 octobre 1888.
Il a été juge à la Cour supérieure du district d'Ottawa du 20 novembre 1888 au 2 août 1897. Bâtonnier du barreau de Trois-Rivières et président de la Société Saint-Jean-Baptiste.